# مصیری
مصیری مرکز شهرستان رستم از توابع استان فارس است. مردم این شهر، لرتبار هستند.
باتوجه به گسترش شهر مصیری در سال‌های اخیر، روستاهای شوسنی، ضامنی، بردکوه و باقری به حوزه شهری این شهر افزوده و درحال حاضر تحت عنوان محله شوسنی، محله ضامنی، محله باقری و محله بردکوه شناخته می‌شوند.
شهر خفرک که از شهرهای باستانی است در غرب این شهر واقع بوده که آثاری از آن هنوز پابرجاست. آثاری نیز از شهر یا روستایی بزرگ در شمال شرق مصیری معروف به دره «کره تول باقری» وجود دارد. البته آثار اصلی شهرنشینی شهرستان رستم در نزدیکی دهستان بابامیدان قرار دارد، آثاری چون چهار بازار و تل اسپید که نشان از شهر انشان پایتخت چهار هزار ساله ایلام باستان دارند.

## ساکنین
طایفه های گوناگونی در این شهر سکونت دارند:
ساکنین اصلی و اولیه این شهر از لحاظ جمعیت و خانوار از قوم لر طایفه رستم و ایل ممسنی می‌باشند.

## کشاورزی
شغل ساکنین اکثراً کشاورزی و محدودی هم دامپروری سنتی و صنعتی است. مصیری یکی از شهرهایی است که دارای زمین‌های مساعد کشاورزی آبی است که از رودخانه فهلیان مشروب می‌شوند. این زمین‌ها در جلگه‌ای به نام رستم واقع شده‌اند.
مصیری در گذشته‌های دور، روستای خان‌نشین بوده‌است و شاید نقل مکان خان از رستم دو به این منطقه را بتوان به وجود زمین‌های مرغوب جلگه (صحرای) شاه حسنی مربوط دانست که از رودخانه فهلیان مشروب می‌شوند.
در قدیم، کاشت پنبه، چغندر قند، برنج، گندم و برخی غلات دیگر مرسوم بوده‌است اما به تدریج این غلات محدود گردیده و به گندم و برنج محدود گردید و اخیراً نیز ذرت و گاه سویا، کنجد، ماش و… نیز کاشته می‌شود.